# Regno di Luang Prabang
Il Regno di Luang Prabang (in lingua lao: ພຣະຣາຊອານາຈັກຫລວງພະບາງ, trascrizione IPA: [pʰaʔ haːt aːnaːjak ˈluaŋ pʰaʔbaːŋ]) fu fondato nel 1707 nell'odierno Laos settentrionale a seguito dello smembramento del Regno di Lan Xang. Tale Stato era stato fondato nel 1354 da Fa Ngum, allora sovrano di Mueang Sua, oggi conosciuta come Luang Prabang. Il primo sovrano di Luang Prabang fu il re Kitsarat, che regnò fino al 1713.

## Antefatti
Mueang Sua fu la capitale di Lan Xang per oltre due secoli, nel 1560 la capitale fu trasferita a Vientiane. Gli ultimi sovrani di Lan Xang non seppero conciliare le ambizioni delle varie fazioni nobiliari. Il re Setthathirat II fu detronizzato e fuggì in Vietnam nel 1694, per tornare a Vientiane alla testa di un'armata vietnamita nel 1698. Riprese il trono come vassallo del Vietnam, ma la sua autorità fu contestata dal cugino Kitsarat, che depose il viceré di Luang Prabang ed istituì un autonomo regno nelle province settentrionali. Il re di Ayutthaya Sanphet VIII, preoccupato dall'influenza dei vietnamiti a Vientiane, mediò la riconciliazione fra i due cugini, che si accordarono per la spartizione dello Stato nei due nuovi regni di Lan Xang Luang Prabang e di Lan Xang Vientiane nel 1707.
L'aristocrazia dei principati del sud approfittò dell'instabilità che si era creata ed istituì il Regno di Champasak, che si staccò da quello di Vientiane nel 1713.

## Fondazione di un regno debole
Le lotte interne per la successione al trono di Lan Xang avevano indebolito il paese e non si placarono dopo lo scioglimento del regno. I tre nuovi Stati che si erano formati continuarono a combattersi aggravando la crisi della nazione laotiana. Anche all'interno della corte di Luang Prabang si rinnovarono le lotte tra i principi per il trono ed il secondo sovrano del regno, Ong Kham, fu deposto nel 1723. Dell'ulteriore indebolimento di Luang Prabang avrebbero approfittato per primi i birmani; l'esercito di re Hsinbyushin della dinastia Konbaung entrò nella capitale nel marzo del 1765 sconfiggendo la tenue resistenza delle armate laotiane. I birmani sottomisero nello stesso anno anche Vientiane, che si arrese senza combattere.

## Sottomissione a Birmania, Siam e Francia
Il regno divenne per alcuni anni vassallo della Birmania e non avrebbe mai più riottenuto l'indipendenza. Ai birmani si sostituirono i siamesi nel 1778, che sottomisero i tre regni laotiani e concessero un buon grado di autonomia a Luang Prabang. Nel 1827, dopo la ribellione di re Anuvong, il Regno di Vientiane venne annesso dai siamesi, mentre Luang Prabang rimase uno Stato tributario.
Nella seconda metà dell'Ottocento i britannici conquistarono la Birmania e i francesi la Cambogia e il Vietnam, il Regno di Luang Prabang divenne quindi di grande importanza strategica, ambito da entrambe le potenze europee che intendevano espandere ulteriormente la propria influenza. In quel periodo una banda di rifugiati cinesi denominata esercito della bandiera nera iniziò le sue scorrerie in entrambi i lati della frontiera tra Luang Prabang e il Vietnam. I siamesi stentavano a controllare questi ribelli e nel 1886 permisero ai francesi di aprire un consolato a Luang Prabang per contribuire a risolvere il problema e per demarcare le frontiere tra Vietnam e Laos. Fu l'inizio della penetrazione nei territori laotiani dei francesi.
Le bandiere nere avevano le loro basi nel Sip Song Chu Tai, territorio di confine tra Vietnam Laos e Cina, e i siamesi anticiparono i francesi occupandolo nell'estate del 1886 per reprimere i ribelli. Questi ultimi devastarono Luang Prabang nel giugno 1887 e il re fu messo in salvo dai francesi, che si guadagnarono anche negli anni successivi la fiducia dei laotiani. Le mire degli europei erano quelle di impossessarsi del Laos, sostenendo che era stato tributario del Vietnam per lungo tempo.
Nel 1887 fu creata la colonia dell'Indocina francese, che riuniva i territori vietnamiti e la Cambogia. Nel luglio del 1893, la breve guerra franco-siamese vide il governo di Bangkok arrendersi e accettare di cedere all'Indocina francese tutti i territori ad est del Mekong. Il territorio laotiano venne riunificato dai francesi e suddiviso in province. L'autonomia del sovrano di Luang Prabang, l'unico dei monarchi laotiani che mantenne il titolo regale, venne limitata alla nuova provincia di Luang Prabang, in cui poté legiferare. Perse però definitivamente il controllo dell'esercito in favore dei colonizzatori, che inserirono il paese nell'Indocina Francese nel 1898.

## Fine del regno
La seconda guerra mondiale comportò grandi modifiche, con il debole governo di Vichy che nel marzo del 1945 dovette consegnare all'Impero giapponese tutti i territori dell'Indocina francese. Della resa giapponese di agosto approfittò il movimento indipendentista Lao Issara che depose il re Sisavang Vong, sovrano di Luang Prabang, e proclamò una fragile repubblica. Travolta dalla disorganizzazione, dal tracollo economico e dal ritorno dei francesi, la repubblica cadde nell'aprile del 1946 ed il 23 aprile fu rimesso sul trono Sisavang Vong con il titolo provvisorio di re del Laos. Il 27 ottobre del 1946 venne istituita l'Unione Francese, che sostituì l'Indocina Francese, e l'11 maggio del 1947 venne ufficializzato il Regno del Laos con la promulgazione della prima costituzione laotiana. Si formò così una monarchia costituzionale con a capo lo stesso Sisavang Vong, ma il paese rimase una colonia francese fino al 1953.

## Casa Reale di Luang Prabang e Regno del Laos
I comunisti vietnamiti del movimento Viet Minh si ribellarono al dominio francese e scoppiò la guerra d'Indocina. I colonizzatori rinunciarono alle cariche ufficiali in Laos nel 1953 e, dopo la disfatta delle truppe di Parigi nella battaglia di Dien Bien Phu, l'indipendenza del Regno del Laos fu sancita alla conferenza di Ginevra del 1954. In quel periodo, anche in Laos si diffusero gli ideali comunisti ed ebbe inizio la guerra civile laotiana. La Casa Reale di Luang Prabang sarebbe rimasta alla guida del regno fino al 1975, quando l'ultimo re del Laos Savang Vatthana fu detronizzato dai rivoluzionari del Pathet Lao, che fondarono l'odierna Repubblica Democratica Popolare. L'attuale erede al trono, il principe Soulivong Savang, vive in esilio in Francia dal 1981.

## Lista dei re di Luang Prabang
- 1707-1713 Kitsarat
- 1713–1723 Ong Kham
- 1723–1749 Inthason
- 1749 Intharavongsa
- 1749 Inthaphom
- 1749–1768 Sotika Kuman
- 1768-1791 Surignavong II
- Interregno
- 1795–1816 Anurat
- 1817–1836 Manthaturat
- 1836–1851 Sukaseum
- 1851–1872 Tiantha
- 1872–1887 Un Kham
- Interregno
- 1894–1904 Zakkarin
- 1904–1946 Sisavang Vong

L'11 maggio 1947, Sisavang Vong divenne il primo re del Laos.